# Colonial Pine Hills
Colonial Pine Hills é uma Região censo-designada localizada no estado norte-americano de Dakota do Sul, no Condado de Pennington.

## Demografia
Segundo o censo norte-americano de 2000, a sua população era de 2561 habitantes.

## Geografia
De acordo com o United States Census Bureau tem uma área de
44,4 km², dos quais 44,4 km² cobertos por terra e 0,0 km² cobertos por água.

## Localidades na vizinhança
O diagrama seguinte representa as localidades num raio de 20 km ao redor de Colonial Pine Hills.